# 崔善为
崔善为（6世紀—7世纪），一名喜，贝州武城县（今河北省衡水市故城县）人，隋朝、唐朝官员。

## 生平
崔善为的祖父崔颙是北魏员外散骑侍郎，父亲崔权会是北齐丞相府参军事。崔善为好学，又擅长天文算历，通晓时务，二十岁左右被州中举荐，出任文林郎。恰逢隋文帝杨坚营建仁寿宫，崔善为带领工匠五百人参与。右仆射杨素为营建总监，巡视到崔善为之处，索要名册清点人数，崔善为手持名册背诵人名，五百人的名字无一错误，杨素大吃一惊。从此各地凡有疑难案件，杨素大多委派崔善为推究审问，崔善为都能探查到实情。
仁寿年间，崔善为逐渐升任楼烦郡司户书佐。当时李渊为楼烦郡太守，对待崔善为很有礼节。崔善为认为隋朝政治日益混乱，政权将要倾覆颓败，就秘密劝说李渊取代隋朝，李渊内心很赞同崔善为的意见。大業十三年六月癸巳（617年7月22日），李渊晋阳起兵，建大将军府，引荐崔善为出任大将军府司户参军，封清河县公。七月，李渊军队驻扎于贾胡堡，当时秋雨连绵，道路泥泞，李渊派遣沈叔安、崔善为等人寻找机会带领瘦弱士兵前往太原，运输一月的军粮，以等待天晴。
武德元年（618年），唐高祖诏令尚书令左仆射裴寂、吏部尚书殷开山、大理卿郎楚之、司门郎中沈叔安、内史舍人崔善为等人重新修订律令。十二月十二日（619年1月2日），又增加内史令萧瑀、礼部尚书李纲、给事中王敬业、中书舍人刘林甫颜师古王孝达、泾州别驾靖延、太常丞丁孝乌、隋朝大理丞房轴、天策上将府参军李桐客、太常博士徐上机等人一起修订。大体上以开皇律为准，只是将五十三条格加入新律法，编为《令》三十一卷。武德七年三月二十九日（624年4月22日），新法律修订完成，五月，新法律上奏给唐高祖，唐高祖诏令颁行天下。
唐朝刚建立的时候，大臣们家中有丧事的都被夺情。武德二年正月四日（619年1月24日），唐高祖对侍臣说：“隋朝末年以来，有许多叛逆案件，连带受罚被定罪涉及的人很多。他们的子孙很多被过继，户籍虽然和原家庭有区别，居住还是在一起。至于有没有这个人，又任意而为承接他人后嗣，不仅仅是欺骗祖先的鬼神，而且是抛弃同姓同族而亲近异姓异族，不是朕振兴教化的意思。如果有这样的人，当即要命令他们改正。”崔善为上奏说：“想要求取忠臣，一定是从孝子中挑选。以前战争很多，还是很遵守守丧的情理。如今丁忧的人，按例起复，无知之人，丧服一脱就没有忧伤的神色，宴会的时候吃喝毫无拘束，如果不纠正劾改，恐怕会有伤风俗。”唐高祖说：“既然让他们夺情，怎么可以责备他们没有完成礼仪。”九月，唐高祖命令说：“文官遭遇父母去世，听任守丧离职。”但还是有时因为迫以时势不能获免，如房玄龄、褚遂良这样夺情的人很多。
武德年间，崔善为又任尚书左丞，很受赞誉。各曹令史厌恶崔善为的聪敏明察，就利用他身材短小驼背做文章，嘲讽说：“崔子身曲如钩，随例得以封侯。肩上全无脖子，胸前另外有头。”想要以此让崔善为从尚书左丞离职。唐高祖听说，慰劳勉励崔善为说：“浅薄的人，厌恶并丑化正直。昔日北齐末年奸邪官吏编歌曲陷害斛律明月，而高纬愚昧不明事理，将斛律家灭族。朕虽然没有德行，却有幸避免此类事件发生。”唐高祖于是悬赏散布流言的人，将他们定罪，诽谤因此终止。
武德四年（621年）十一月，起居舍人令狐德棻建议唐高祖修订前朝的史书，唐高祖认为有道理。武德五年十二月二十六日（623年2月1日），唐高祖诏令中书令萧瑀、给事中王敬业、著作郎殷闻礼编修北魏史，侍中陈叔达、秘书丞令狐德棻、太史令庾俭编修北周史，兼中书令封德彝、中书舍人颜师古编修隋朝史，大理卿崔善为、中书舍人孔绍安、太子洗马萧德言编修南梁史，太子詹事裴矩、兼吏部郎中祖孝孙、前秘书丞魏徵编修北齐史，秘书监窦璡、给事中欧阳询、秦王文学姚思廉编修南陈史。接受诏令后，历时数年，史书最终没能完成而停止了。
当时傅仁均所编纂的《戊寅元历》，议论众说纷纭，有很多相同和不同的见解，李淳风又批驳书中不足之处十八条。武德九年（626年）九月，唐高祖诏令大理卿崔善为和算历博士王孝通考校傅仁均和李淳风二人的得失，崔善为做了三十条批驳校正。
貞觀元年（627年），李淳风又对傅仁均关于《戊寅元历》的见解做了十八条反驳，唐太宗李世民敕令崔善为考察两人的得失，崔善为裁定七条遵从李淳风的意见，其余十一条还是照原有意见。当年，崔善为出任陕州刺史。当时朝廷议定，人户较多的地方要迁徙地广人稀的地方。崔善为上表说：“京畿以内的地方，就是所谓人户较多的地方，其中壮年男子都编入府兵。如果听任转移，就要迁移到函谷关以外。这是虚弱近处强化远处，不是正常通达的议论。”这件事因此停止。之后崔善为历任大理卿、司农卿，都有称职的名声。崔善为因为和司农少卿不和被定罪，外任泰州刺史，在任内去世，朝廷赠予刑部尚书，谥号忠。崔善为所在的职务都以称职著称，虽然屡次因为犯罪免职，但因为是唐高祖丞相府的旧臣，很快就被升职任用。

## 其他
贞观年间，王绩在泰州龙门县隐居，崔善为当时继京兆杜之松出任泰州刺史，请求与王绩相见，王绩说：“为什么要召见严君平？”最终也不去见崔善为。王绩虽然拒绝和崔善为相见，但双方仍有许多诗文往来，王绩有《九月九日赠崔使君善为》，崔善为有《答王无功九日》、《答王无功冬夜载酒乡馆》等诗。因为王绩与崔善为的来往，郁贤皓《唐刺史考全编》认为崔善为贞观年间出任的是泰州刺史，而不是秦州刺史。

## 诗文
崔善为现存诗歌三首，收录于《全唐诗·卷三十八》和《全唐诗·卷八百八十二》。
|                            | 颁条忝贵郡，悬榻久相望。处士同杨郑，邦君谢李疆。 讵知方拥彗，逢子敬惟桑。明朝蓬户侧，会自谒任棠。 |
| ——《答王无功冬夜载酒乡馆》 |                                                                                                   |

|                    | 秋来菊花气，深山客重寻。露叶疑涵玉，风花似散金。 摘来还泛酒，独坐即徐斟。王弘贪自醉，无复觅杨林。 |
| ——《答王无功九日》 |                                                                                                   |

|                | 九日重阳节，三秋季月残。菊花催晚气，萸房辟早寒。 霜浓鹰击远，雾重雁飞难。谁忆龙山外，萧条边兴阑。 |
| ——《九月九日》 |                                                                                                   |

## 延伸阅读
[在维基数据编辑]
 在维基文库阅读此作者作品
 《舊唐書·卷191》，出自刘昫《舊唐書》
 《新唐書/卷091》，出自《新唐書》